# Paul-Dominique Gourlier
Pour les articles homonymes, voir Gourlier.
Paul-Dominique Gourlier, né à Paris le 13 juin 1813, où il est mort le 7 mars 1869, est un peintre paysagiste français.

## Biographie
Paul-Dominique Gourlier est le fils de l'architecte Pierre-Charles Gourlier (1786-1857). Son frère est le peintre Louis-Charles-Adolphe Gourlier (1816-1858). Il est le beau-frère de l'écrivain et homme politique Eugène Pelletan et l'oncle du leader radical Camille Pelletan.
Paul-Dominique Gourlier est l'élève de Merry-Joseph Blondel et Paul Delaroche et de Camille Corot. Peintre d'histoire et portraitiste, il expose au Salon de Paris à partir de 1841, jusqu'à sa mort. Il obtient une médaille de 3e classe au Salon de 1841.
L'État lui achète des paysages pour les musées d'Auch et de Condom, et lui commande des compositions religieuses pour l'église Saint-Marcel de Paris. En 1855, il termine trois fresques que Désiré-Albert Barre (1818-1878) n'avait pu achever dans la chapelle des Saints-Innocents de l'église Saint-Eustache de Paris.

## Œuvres exposées aux Salons
- Cimabue et Giotto, paysage, Salon de 1841
- L'île de Capri, Salon de 1841
- L'enfance de Bacchus, paysage (Éducation de Bacchus), Salon de 1844, musée des Beaux-Arts de Chartres[1]
- Baptême du Christ, en collaboration avec son frère Louis-Charles-Adolphe Gourlier, Salon de 1846
- Soleil d'automne, Salon de 1848
- Soleil couchant, Salon de 1848
- Forêt de Fontainebleau, Salon de 1848
- Les bords de la Seine au bas Meudon, Salon de 1848
- Soleil couchant, forêt de Fontainebleau, Salon de 1851 (musée de Rodez)
- Une vue de Rome, Salon de 1852
- L'île de Capri, Salon de 1853
- Les bords de la Seine au bas Neudon, Salon de 1853
- Saint-Georges (Charente-Maritime), Salon de 1853
- Le printemps, Salon de 1855
- L'automne, Salon de 1855
- La moisson, Salon de 1857
- Journée d'automne, Salon de 1857, musée des Beaux-Arts de Nancy
- Novembre, Salon de 1857
- Les bords de la Seine, à Seine-Port, soleil couchant, Salon de 1857
- Soirée de novembre, à Seine-Port, Salon de 1859
- Les bords du Tibre, à Rome, Salon de 1859
- Les grands ormes, à Fontenay-aux-Roses, Salon de 1859
- Les bords de la Seine à Sainte-Assis, Salon de 1859
- Soleil levant en Saintonge, Salon de 1859
- La villa Borghèse (figures de H. Baron), Salon de 1859
- Le soir à Seine-Port, Salon de 1861
- La vallée Egérie, dans la campagne de Rome, Salon de 1861
- La plage de Saint-Georges de Didonne, Salon de 1861
- La promenade des Cascines, à Florence, Salon de 1861
- Les bords de la Seine, à Seine-Port, Salon de 1863
- Environs de La Haye (Hollande), Salon de 1863
- Vue de Rome, Salon de 1863
- L'île de Capri, Salon de 1864
- Ostie, dans les États Romains, Salon de 1864
- Le Tibre à Ponte-Molle, Salon de 1865
- Les bords de la Seine à Sainte-Assise, Salon de 1865
- La fabrique du Pousin, campagne de Rome, Salon de 1866
- Les bords du Tibre à Rome, Salon de 1867, Sénat, Palais du Luxembourg, Paris[2]
- Le ravin d'Amalfi, Salon de 1867
- Le baptême du Christ, paysage, Salon de 1868
- Le rocher de Nasons, campagne de Rome, exposition posthume

Œuvres de Paul-Dominique Gourlier
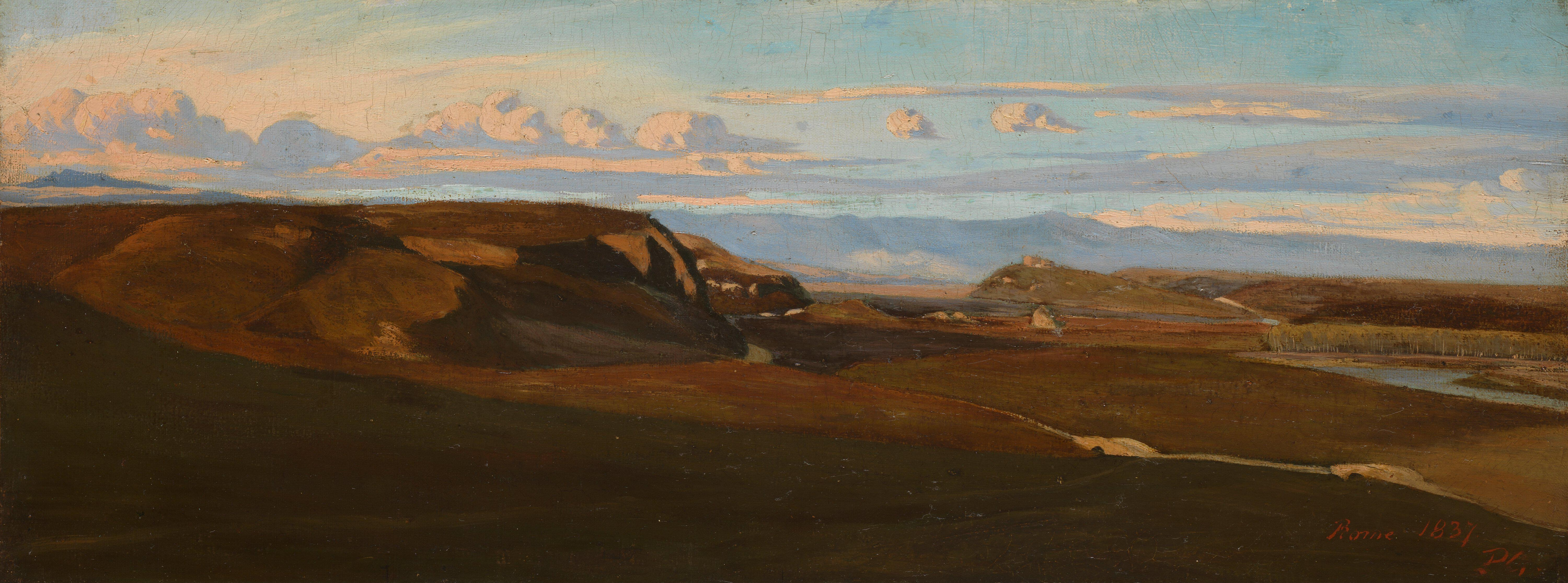
Acqua Acetosa, 1837, National Gallery, Londres.
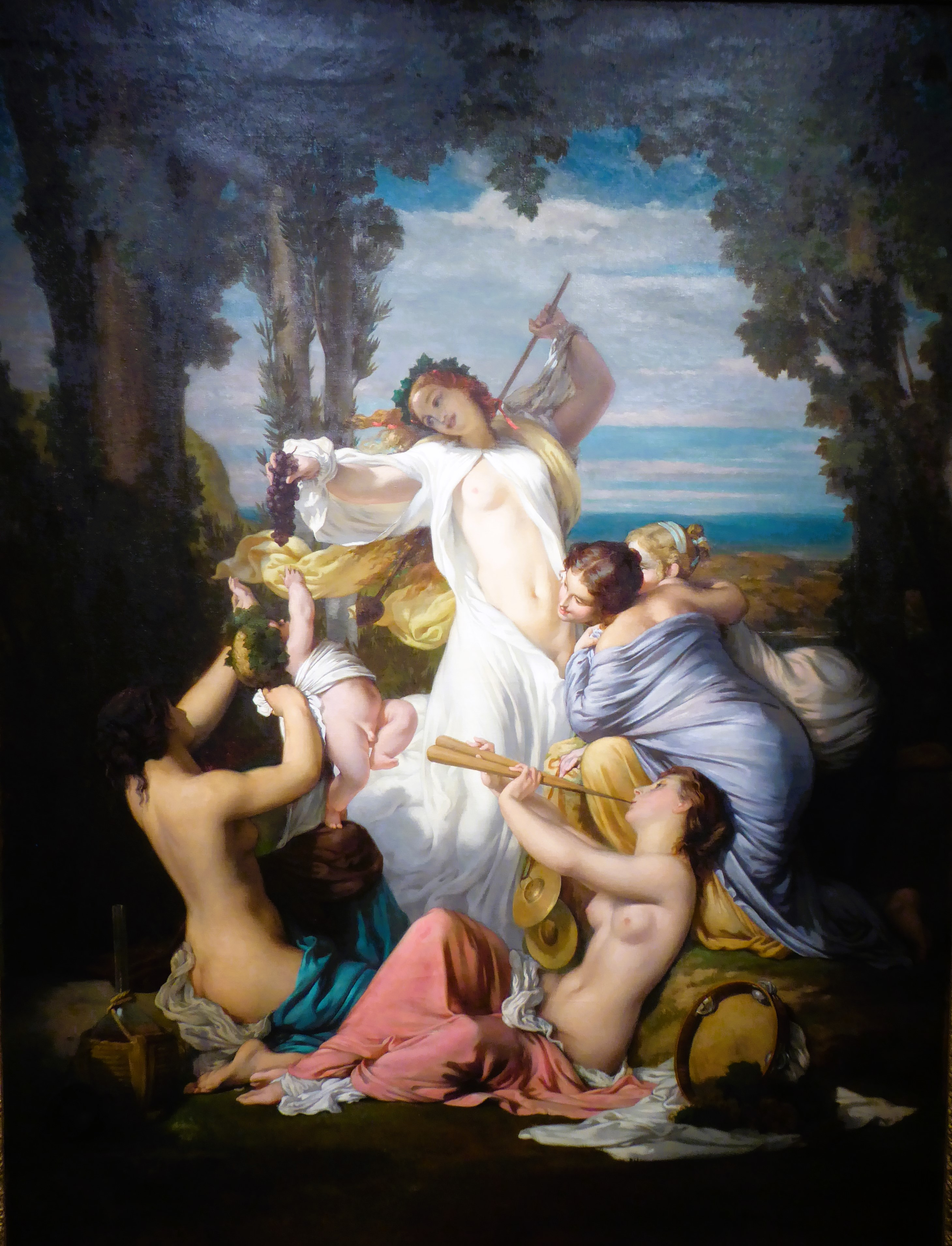
Éducation de Bacchus, 1844, musée des Beaux-Arts de Chartres.